# Baron Abercromby

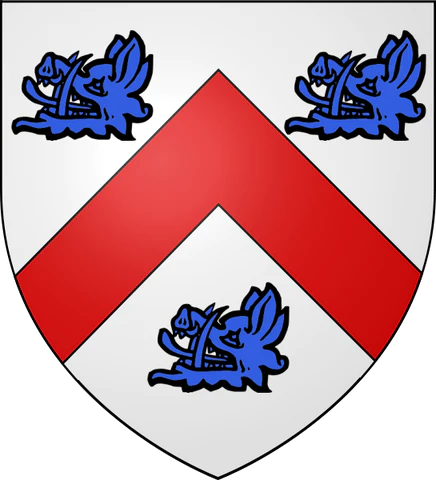
Wappen der Barone Abercromby

Baron Abercromby, of Aboukir and of Tullibody in the County of Clackmannan, war ein erblicher britischer Adelstitel in der Peerage of the United Kingdom.

## Verleihung und nachgeordnete Titel
Der Titel wurde am 28. Mai 1801 an Mary Anne Abercromby verliehen, in Anerkennung der Leistungen ihres Ehegatten, des Generals Sir Ralph Abercromby. Unter dessen Kommando waren britische Truppen am 8. März 1801 bei Abukir in Ägypten gelandet und hatten am 21. März 1801 in der Schlacht bei Alexandria einen glänzenden Sieg gegen die Franzosen errungen, in dessen Folge diese Ägypten räumen mussten. Sir Ralph Abercromby war in letzterer Schlacht tödlich verwundet worden und schließlich am 28. Mai 1801 gestorben.
Der Titel erlosch am 7. Oktober 1924 beim Tod des Urenkels von Mary Anne Abercromby, des 5. Barons.

## Liste der Barone Abercromby (1801)
- Mary Abercromby, 1. Baroness Abercromby († 1821)
- George Abercromby, 2. Baron Abercromby (1770–1843)
- George Abercromby, 3. Baron Abercromby (1800–1852)
- George Abercromby, 4. Baron Abercromby (1838–1917)
- John Abercromby, 5. Baron Abercromby (1841–1924)